# 2 Tage New York
2 Tage New York (Originaltitel: 2 Days in New York) ist eine französisch-belgisch-deutsche Filmkomödie aus dem Jahr 2012 und die Fortsetzung des Films 2 Tage Paris. Wie schon im Vorgänger übernahm Julie Delpy neben der Hauptrolle die Regie und schrieb gemeinsam mit Alexia Landeau das Drehbuch.

## Handlung
Die Pariserin Marion lebt mit ihrem Sohn Lulu in Manhattan, um Jack, ihrem Ex-Freund und Vater des Jungen, näher zu sein. Ihr neuer Partner Mingus, ein Journalist und Radiomoderator, hat mit seiner Tochter Willow ebenfalls ein Kind aus einer früheren Beziehung mit in das gemeinsam bewohnte Appartement gebracht. Das harmonische Zusammenleben findet jedoch ein jähes Ende, als Marions kürzlich verwitweter Vater Jeannot einen Kurzaufenthalt in New York ankündigt. Auch ihre nymphomanische Schwester Rose und deren infantiler und kiffender Liebhaber Manu, der einst auch mit Marion liiert war, fallen in die Wohnung der Patchwork-Familie ein.
In der Folge kommt es zu innerfamiliären Spannungen aufgrund von Verständnisschwierigkeiten und der kulturellen Gegensätze, schnell breiten sich Chaos, Streitereien und Missverständnisse aus. Auch Marion und Mingus geraten aneinander, die Beziehung wird auf eine harte Probe gestellt. Erst als Mingus einen positiven Schwangerschaftstest von Marion im Mülleimer findet, kommt es zur Versöhnung. In der letzten Szene sieht man, wie Marion ihrer Tochter mittels eines Puppentheaters die Familiengeschichte erklärt.

## Hintergrund
Der Film spielte in den Kinos weltweit rund 1,7 Millionen US-Dollar ein.

## Kritiken
Das Lexikon des internationalen Films befand, der Film sei „[w]eit entfernt vom Esprit des Vorläufers“ und biedere sich „dem Komödiengeschmack des US-amerikanischen Mainstream-Publikums an, ohne die Voraussetzungen einer leichtfüßigen Beziehungskomödie auszuloten“. Die „[s]atirische[n] Spitzen auf die New Yorker Kunstszene und den Culture-Clash“ würden „stumpf“ wirken, lediglich einige „inszenatorisch originelle Details“ blieben im Gedächtnis.
Cinema urteilte: „Die skurrilen Eigenarten der Pariser Verwandtschaft, ihre neurotischen Macken und geschmacklichen Entgleisungen bringen nicht nur die Beziehung von Mingus und Marion ins Wanken, sondern fordern auch vom Zuschauer jede Menge Toleranz. Man kann einfach nicht glauben, was man da sieht. Es ist zum Fremdschämen.“
Carsten Baumgardt resümierte auf Filmstarts: „Julie Delpys amüsante Screwball-Komödie ‚2 Tage New York‘ ist kein Witzfeuerwerk wie der Vorgänger ‚2 Tage Paris‘, auch fehlen ihr die Originalität und die anarchische Bosheit des Originals. Dennoch ist der Zusammenprall zwischen französischer und amerikanischer Kultur auch in dieser Fortsetzung temporeich und unterhaltsam.“
Annette Walter meinte auf kino-zeit.de: „Man könnte einen Film, der mit diesen Klischees jongliert, für ein wenig abgeschmackt halten. Doch im Fall von 2 Tage New York trifft das nicht zu. […] Delpy inszeniert ihre Figuren so uneitel fernab jeglichem Hollywood-Glamour, dass man das Ensemble einfach gern haben muss. Da verzeiht man sogar das leicht bemühte Slapstick-Finale.“

## Auszeichnungen
Julie Delpy gewann 2012 den Women Film Critics Circle Award in der Kategorie Best Woman Storyteller. Chris Rock wurde 2013 in der Kategorie Best Actor für den Black Reel Award nominiert.
Die Deutsche Film- und Medienbewertung (FBW) in Wiesbaden verlieh dem Film das Prädikat „wertvoll“.